# ویلارد سولسبوری، جونیور
ویلارد سولسبوری، جونیور (به انگلیسی: Willard Saulsbury, Jr.) سناتور سابق عضو حزب دموکرات ایالات متحده آمریکا بود. وی در سال ۱۹۱۳ تا ۱۹۱۹ میلادی سناتور ایالت دلاویر در سنای ایالات متحده آمریکا بود.